# Pégomas
Pégomas település Franciaországban, Alpes-Maritimes megyében. Lakosainak száma 8143 fő (2022. január 1.). Pégomas Auribeau-sur-Siagne, Grasse, Mandelieu-la-Napoule, Mouans-Sartoux, La Roquette-sur-Siagne és Tanneron községekkel határos.

## Népesség
A település népességének változása:
| Lakosok száma | 1717 | 3452 | 4618 | 6235 | 7598 | 7845 | 7972 | 7996 | 7956 | 8143 |
|               | 1968 | 1982 | 1990 | 2006 | 2013 | 2015 | 2017 | 2019 | 2020 | 2022 |